# Koriun

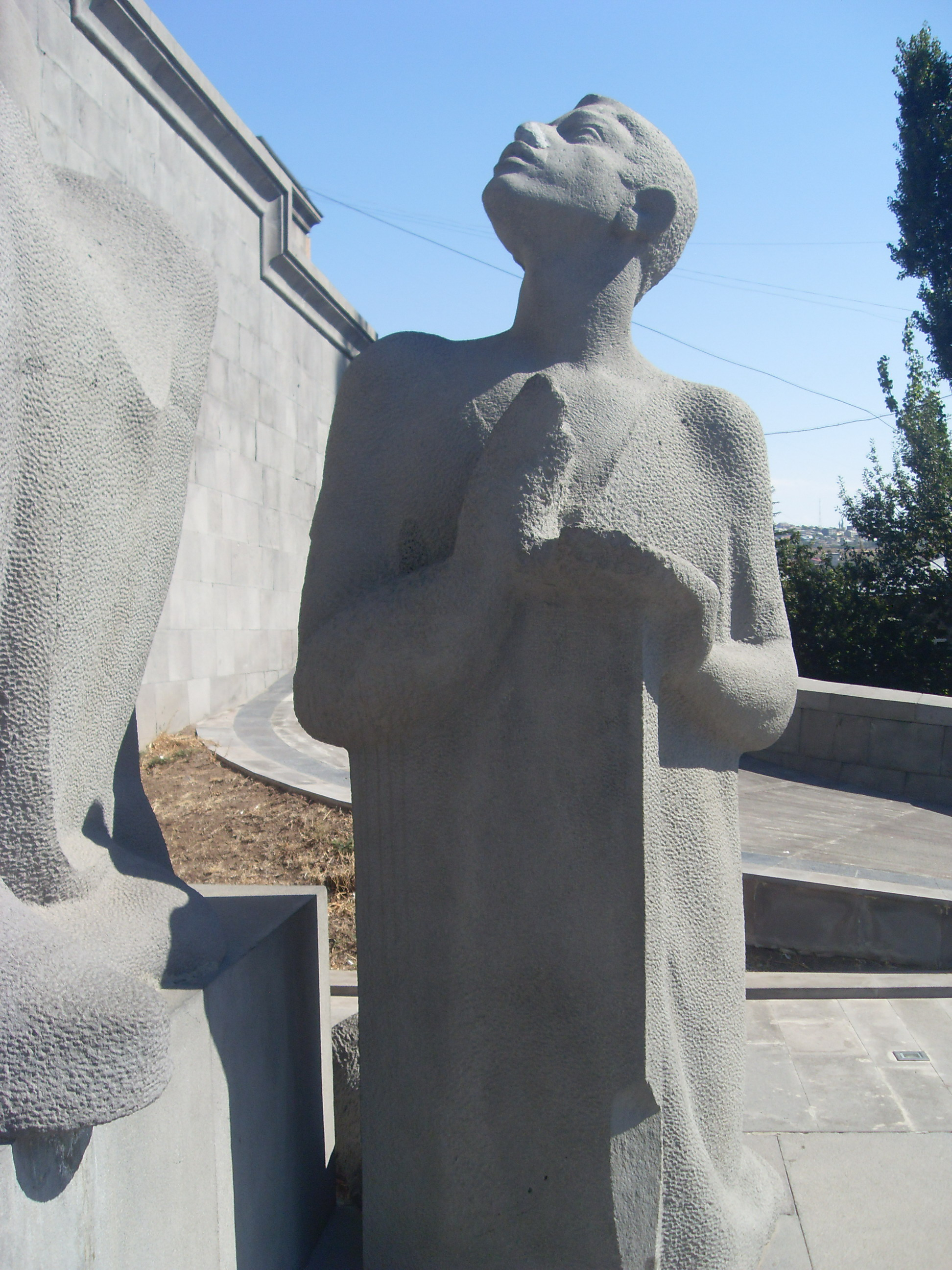
Darstellung des Koriun am Denkmal des Mesrop Maschtoz in Erevan.

Koriun (armenisch Կորիւն, auch: Կորյուն; Koriwn, Koryun, Korjun) ist der älteste bekannte Schriftsteller der Armenischen Sprache. Im fünften Jahrhundert verfasste er das Leben des Maschtoz (Varq Mashtotsi, Վարք Մաշտոցի) mit vielen Details über die Evangelisation von Armenien und die Erfindung des Armenischen Alphabets durch Mesrop Maschtoz. Einige armenische und europäische Forscher, unter anderen Ġewond Alishan, Ovanes Torosyan, G. Fintigliyan, Arakel Sarukhan, Karapet Ter-Mkrtchyan (Miaban), S. Weber, haben spekuliert, Koriun könnte ethnisch ein Georgier (Iberer) oder Georgo-Armenier gewesen sein. Koriun erhielt seine Ausbildung unter Maschtoz. Später ging er für weitere Studien nach Konstantinopel und kehrte erst 432 mit anderen Studenten nach Armenien zurück. Er war ein enger Freund von Eznik von Kolb (Eznik Koghbatsi) und Ghewond. Später wurde er zum Bischof von Georgien ernannt. Er wird zu den „Jüngeren Übersetzern“ gezählt. Sein Stil ist sehr eigenständig, aber aufgrund grammatischer Eigenheiten etwas obskur. Die Übersetzung der drei Apokryphen der Makkabäer wird ihm zugeschrieben. Koriun war auch der erste, der die Behauptung aufstellte, das Georgische Alphabet sei von Maschtoz geschaffen worden.
Nach dem Tod von Maschtoz wurde Koriun von Hovsep Hoghotsmetsi, einem der geistlichen Führer jener Zeit, damit beauftragt die Biographie des Mesrop Maschtoz zu schreiben. Sein Werk ist bekannt als „Leben von Maschtoz“. Er beendete seine Arbeit vor der Schlacht von Avarayr 451 und den weiteren politischen Entwicklungen in der Region. In der Neuzeit wurde die Vita ins Russische, Englische, Französische und Deutsche übersetzt.